# De blå hästarnas torn
De blå hästarnas torn (tyska: Der Turm der blauen Pferde) är en oljemålning målad 1913 av den expressionistiske konstnären Franz Marc (1880–1916). Målningen tillhör de mest kända av hans verk. Den konfiskerades 1937 från Galerie der Lebenden i Kronprinzenpalais i Berlin av Propagandaministeriet och tillhörde det urval av beslagtagna verk som visades på utställningen Entartete Kunst samma år. Målningen hamnade därefter i Hermann Görings samlingar och är sedan krigsslutet 1945 försvunnen.